# Al-Zamaḫšarī
Abū al-Qāsim Maḥmūd ibn ʿUmar al-Zamaḫšarī, cunoscut sub numele de Al–Zamaḫšarī, (n. 8 martie 1075 – d. 14 iunie 1144) a fost un învățat mu’tazilit de origine persană, de pe timpul Califatului abasid.  Al Zamaḫšarī este cunoscut pentru comentariile sale asupra Coranului și a poeziei preislamice, precum și pentru unele tratate de retorică (Asas al-Balāġa, „Bazele retoricii”), gramatică, fiqh, geografie. Totodată, este autorul unui dicționar arab-persan, care utilizează dialectul vorbit în Horezm la acea vreme.

## Biografie
Al–Zamaḫšarī s-a născut în Zamakshar, Khwarezmia și a devenit un savant renumit al școlii mu’tazilite.
Nu se cunosc foarte multe detalii cu privire la tinerețea sa.
Acesta a făcut studii la Bukhara și Samarkand și a locuit o perioadă lungă în Bagdad, dar și la Mecca, unde a fost supranumit „vecinul lui Dumnezeu".
În timpul unei călătorii, i s-a amputat un picior (probabil din cauza degerăturilor) și s-a simțit obligat să obțină declarații scrise de la cetățeni prin care să ateste că piciorul nu i-a fost tăiat ca urmare a unei pedepse ce i-a fost aplicată.
Mai târziu, el a revenit la Khwarezm, unde a murit în 1144, la Gorgan (în prezent, provincia Gulestan, Iran).

## Opera
Ca lingvist, a considerat limba arabă regina tuturor limbilor, în ciuda faptului că era vorbitor nativ de limbă persană.
Cea mai cunoscută lucrare a sa se numește Al-Kashshāf ʿan Ḥaqāʾiq at-Tanzīl  și reprezintă un studiu cuprinzător, bazat pe analiza lingvistică a sensurilor Coranului. Acesta a fost scris în limba arabă și finalizat în anul 1134, fiind publicat în 1856, la Calcutta, în două volume. În ciuda influenței sale mu’tazilite, această operă a fost citită de un public larg, în special în Orient, însă   cuprinde un conținut ofensator pentru școala malekită.
O altă lucrare renumită pentru exprimarea sa concisă este Al-Mufaṣṣal fī ʿilm al-ʿArabīyah / Kitāb al Mufaṣṣal fī al-Naḥw (Tratat detaliat privind lingvistica limbii arabe), scrisă între anii 1119-1121 și publicată în 1859. De asemenea, este autorul unei colecții de proverbe vechi.

### Cartea colierelor de aur
Cartea colierelor de aur în predicile și discursurile lui Al –Zamaḫšarī (Kitāb aṭwāq al-ḏahab fī-l mawā`iḏ wā-l-ḫuṭab lī-l- Zamaḫšarī), tradusă după ediția Sa`id wa Zehni (Constantinopol, 1874) nu este singura sa scriere sapiențială. Purtând subtitlul „Cartea mică a sfaturilor”, aceste pilde, tâlcuri, ziceri, predici și discursuri ale unuia dintre cei mai prolifici autori din secolul al VI-lea după hegira au devenit o carte de căpătâi a mu’taziliților, prin propovăduirea alianței dintre știință și rațiune, a eliberării conștiinței de dogmă, a demnității umane, a responsabilității învățatului față de scrierile sale, a datoriei de a face lumea mai bună, inclusiv prin știință și literatură. Forma concisă, rimată și ritmată a acestor alocuțiuni morale, stilul elevat, împodobit cu expresii rare, cu aluzii la poezia clasică și la tradiții, la proverbele curente, perfecțiunea frazelor echilibrate, a paronomaselor și asonațelor au făcut din Coliere unul dintre cele mai studiate și recitate „manuale” de etică.
I (Știința și evlavia) Lipsa părinților, sărăcia pe om nu-l doboară dacă-l ridic-a științei și-a evlaviei scară. Și nici neamul sus-pus, nici averea nu-l urcă, dacă păcatul și neștiința îl spurcă. Știința e tată pentru el, nu stăpân; ca o mamă evlavia-l strange la sân. Lasă-te-n grija lor, bine frâiele ține-le, iar Allah te va adăpa din belșug și-ți va da binele.
II (Modestia. Lauda strămoșilor) O, fiu al lui Adam, care ești făcut ca ulciorul, din lut, ești prea mândru, de-ți lauzi mereu când părinții, când bunii, când puterea și banii, bunii. Nu ți-ar sta oare mai bine să nu-ntorci fața, cu scârbă, în timp ce vorbești, cu străbunii să nu te mândrești? Ci te uită, prietene, încotro te îndrepți, cum schimbă cei stând sub pământuri, drepți; micșoreaz-a-ngânfării nețărmurire, lasă închipuirile de mărire!
III (Carpe diem) O viață trece ca vântul buiac - și tu crezi că ține un veac. Slăbiciune a minții tale ușoare, de nu vezi că umbră ești, trecătoare! Ce-i viața decât albul zilei, ci-l folosește! și negrul nopții – să nu dormi prostește! Ci să faci precum cămilarul care lovește coapsele vitelor sale până ajunge la locul cel sigur pe cale.
IV (Păcatul luxului) La mers, drept ca stâlpul care se usucă, nas ridicat ca-nțepatul de muscă, șold ce se leagănă cu nepăsare, strai lung, în urmă tras cu-ngânfare, iată-l pe unul care nu știe ce-l așteaptă – pedeapsa târzie! Care uită că hainele lungi și târâte il trag în păcate urâte! Spune, nefericitule, câtă vreme pământul îl vei acoperi cu veșmântul?
V (Făptuirea și tăcerea în modestie) Faptele tale sunt pentru cel ce le știe dinainte ca ele să fie; ruga ți-o știe cel care dinainte ce vrei sau nu vrei ți-a pus în cuvinte; atunci la ce bun mugetele astea de cămile zălude, strigătele pe care și surdul le-aude? La ce bun toate astea, dacă ești dintre cei care caută adăpost la sunna împotriva ereziei dintotdeauna, fără gând ascuns de ipocrizie sau faimă? Dacă-n loc să asculți doar ce alții îngaimă te întorci doar spre fața Atotștiutorului – e de-ajuns: el citește în inima robilor ce gândesc, știe ce-n suflet șoptesc - și le pătrunde gândul firesc. A face știute faptele tale bune e o ispită pe care s-o ascunzi în clipită. La fel, rugăciunile prea strigate sunt din rea inimă; închide-le cu șapte lacăte! Cele mai bune cămile, cele mai bune arcuri sunt cele tăcute; cele mai bune scrisori și vinuri sub pecete-s ținute.
VI (Conștiința împăcată și limpede) Ce fericit ai fi de ți-ar fi adâncul inimii împăcat ca apa lacului netulburat, care n-are pată în curățire precum oglinda străinei ce-n trib vrea să fie! Ce fericit, de ți-ar fi voința pătrunzătoare asemenea lăncii hattite (Hatt – localitate din Oman celebră pentru făurirea de arme), de te-ai repezi asupra proviziilor de drum precum asupra prăzii dorite! Dar ești ca o mlaștină putrezind, ca hainele femeii bolind. Ești plin de slăbiciune și lene ca frumoasele culcate-n hareme; prin nepăsarea-ți la pregătirile pentru moarte ești ca unul care nu crede în înviere, care nu știe să spere!
VII (Zgârcenia – damnare, dărnicia – fericire) Ascultă, cine-i nefericitul hulit care banii i-a strâns, dar cinstea și-a risipit; căruia nici nu-i pasă că i-e averea întreagă, dar bunul renume se sfâșie și se dezleagă; cel cu haznaua plină de-a banului poame, căruia nici nu-i pasă că neamul său moare de foame. Află și cine-i preafericitul de-Allah ajutat, de mila cerească înconjurat: cel care-alungă asemenea proaste obiceiuri din cale și face din galbeni a cinstei sale paftale. Acesta spune comornicului său: ”Plătește!”, iar măsurătorului: ”Cântărește!”; sufletului său care fierbe: ”Te liniștește!”.
VIII (Prietenia să fie însoțirea adevărului) Rămâi legat cu sfoara prieteniei de-al tău ortac – câtă vreme nici el nu-i vine de hac. Rămâi lângă el cât timp va-nsoți adevărul și-i va fi cu credință, strâns de-a fraților datorință. Dar, dacă prin purtarea sa îl alungă și prin vasu-i de lut transpire-a greșelilor dungă, schimbă-i prietenia chiar pe niște sandale, chiar pe-o scară de șa pentru cale. Că, dacă soțul adevărului e mai folositor decât tiriacul (medicament socotit panaceu universal, dintr-un amestec de veninuri, cunoscut încă din timpul lui Nero, folosit și în Europa până în secolul al IX-lea), soțul răului e mai rău decât făr-de-leacul.
IX (Demnitatea. Cumpătarea) O, tu, cel ce-aștepți a pomenilor ploaie, te ferește că rău câștig te-nconvoaie! Nimic nu roade pânza obrazului, pân` la urzeală, ca arătarea ei, goală. Ci mulțumește-te cu puțin spre-a astupa golul de sărăcie și cumpătarea virtute să-ți fie. Micșorează-ți pofta de-a cere, ca mare să fie a lui Allah mângâiere.
X (Împotriva nepăsării) Lasă lenea și nepăsarea, ușoara, că mult prea grea e povara și primejdia mai cumplită decât crezi vreo clipită: vestitorul morții da-va strigare, iar viul n-are scăpare. Cei răpuși răspândiți sunt prin lume, chemate-s făpturi după nume, tot ce-au făcut – socotit e; cântarul – așezat la loc cuvenit e; Răsplătitorul atotputernic se uită, Cartea nimica nu uită. Răsplata-i tânjită de toți ca o apă și de pedeapsă nimeni nu scapă.
XI (Despre vanitatea bunurilor terestre) Nu vei folosi nimic dacă nu ostenești a zidi și a aduna, nu vei strânge nimic dacă nu te străduiești, înainte, a semăna. Hai! Cere sfat minții și privește cu clară-vedere și caută-ți buna judecată în prevedere. Când ochiul tău, țeapăn, nu s-o mai zbate, când abia vei mai răsufla-ntins pe spate, când vei vedea lucrul cel mai grozav între toate, acela care te face să uiți de ușurătate, când nepăsarea trecută te va-nspăimânta, împingându-te în propria-ți mână spre căință, atunci la ce bun strălucite palate? La ce bun comori adunate? Rânduri de palmieri din plantații ori crescuți de la sine? La ce bun roadele care cresc pe tulpine?
XII (Seriozitatea și zidirea ființei) Alungă de la tine greșeala și certurile duium; leagă-te de lucruri profunde și rămâi pe cel mai drept drum. Allah Preaînaltul te-a făcut serios și nu din plevuri ușoare, din aur curat și nu tinichea sunătoare. Dar sufletul prin câștigul său rău cum te-a înrăit, în robie și cu petele faptei nedemne te umple de murdărie! Ți-ai trimis întreaga putere spre ce nu se-ngăduie niciodată și-ncrezător în asemenea stâlp te-ai întors de la ceea ce-aduce răsplată. Cu mâna ta te arunci în prăpastie și în vină și-ți iei partea zidită de Allah în deplină ruină!

### Alte opere
- Al-Kashshāf ʿan Ḥaqāʾiq at-Tanzīl (Comentariu asupra Coranului)
- Rabi al-Abrar  (islam)
- Asasul-Balaghat dar-Lughat (literatură)
- Fasul-ul-Akhbar
- Fraiz Dar-ilm Fariz
- Kitab-Fastdar-Nahr
- Muajjam-ul-Hadud
- Manha Darusul
- Diwan-ul-Tamsil
- Sawaer-ul-Islam
- Muqaddimat al-Adab (dicționar arab-persan)
- Kitab al-Amkinah wa al-Jibal wa al-Miyah (geografie)
- Mufassal Anmuzaj (gramatica limbii arabe)
- Kitāb aṭwāq al-ḏahab fī-l mawā`iḏ wā-l-ḫuṭab lī-l- Zamaḫšarī (Cartea colierelor de aur)

## Zamaḫšarī și dialectul vorbit în Khwarezm
Cea mai mare parte a cuvintelor folosite în dialectul vorbit în Khwarezm în timpul vieții lui Al –Zamaḫšarī se regăsește în dicționarul arab - persan scris de acesta. Acest dicționar,Muqaddimat al-Adab este o sursă foarte importantă pentru a studia această limbă pe cale de dispariție.

## Legături externe
- http://www.salaam.co.uk/knowledge/biography/viewentry.php?id=1757
- http://www.britannica.com/EBchecked/topic/655524/Abu-al-Qasim-Mahmud-ibn-Umar-al-Zamakhshari
- https://it.wikipedia.org/wiki/Zamakhshari
- https://en.wikipedia.org/wiki/Al-Zamakhshari
- http://kitaabun.com/shopping3/product_info.php?products_id=2382